# Galántai Fodor Antal
Galántai Fodor Antal Pál (Kürtös, Somogy megye, 1813. május 11. – Pécs, 1895. szeptember 21.) Dráva melléki földbirtokos (Somogy vármegye), ispán, gazdasági író.
Galántai Fodor József apja, Gerlóczy Géza belgyógyász és Gerlóczy Gedeon építész dédapja, felesége Picha Mária (Höfling, Hradec Jindřichův, 1823. július 29. – 1898. október 9.).

## Élete
A Somogy vármegyei Kürtösön született, a Fajszi rk. plébánián keresztelték, apja Fodor József, édesanyja Bubla Anna volt. Pályáját gazdatisztként kezdte, a lakócsai uradalom tiszttartója volt. A Dráva-környéki erdős vidéken − ahol az ekkor közismert Patkós nevű betyár ütötte fel tanyáját − állandóan fegyverrel járt, jó vadász és jó lövő hírében állt. Földbirtokosként is és gazdatisztként is sikeres mezőgazdász volt, a gazdasági szaklapokban számtalan közlemény jelent meg tőle. Különösen jelentős sertésállománnyal rendelkezett, olyannyira, hogy sikeres tenyésztői tevékenységéről könyvet is jelentetett meg. Takarékosan élt, vagyonos emberré vált. Fenékpuszta birtokosa lett, melyet egy darabig maga kezelt, öreg napjaiban pedig bérbe adott.
Idős korában Pécsett élt, s itt is hunyt el az Anna utca 1. szám alatti lakásában, 84 éves korában. Az ekkor Somogy megyei, Drávafok melletti Fenéki pusztán lévő birtokán helyezték végső nyugalomra. Gyermekei sikeres pályát futottak be, Fodor László fia a gazdálkodást folytatta nagybirtokosként, Fodor Józsefből orvos, budapesti egyetemi tanár, Fodor Pálból dárdai ügyvéd vált, Irma leánya Heindl Vilmos pécsi megyebizottsági tag, Gizella leánya Antal Gyula dr. országgyűlési képviselő és budapesti egyetemi tanár, Aranka leánya Lukács Adolf dr. kolozsvári egyetemi tanár feleségei lettek.

## Főbb művei
- 53 éves tapasztalataim a hazai sertéstenyésztés és hizlalás terén Pécs, 1885. (2. kiadás: 54 éves tapasztalataim cz. Pécs, 1886. (ASIN: B0014PI41C)

## Külső hivatkozások
Galántai Fodor Antal leszármazottainak adatai a MyHeritage oldalán